# 北面武士
北面武士（ほくめんのぶし、北面の武士）とは、院御所の北面（北側の部屋）の下に近衛として詰め、上皇の身辺を警衛、あるいは御幸に供奉した武士のこと。11世紀末に白河法皇が創設した。院の直属軍として、主に寺社の強訴を防ぐために動員された。

## 概要
北面について『愚管抄』は次のように説明している。
「此御時、院中上下の北面を置かれて上は諸大夫、下は衛府所司允（じょう）が多く候（さぶらい）て、下北面御幸の御後には箭（や）負（おい）て、つかまつりけり、後にも皆其例也」
そこにいわれるように、北面は上北面と下北面に分かれている。「上」（シャウ）は殿上の2間が詰所となって、四位・五位の諸大夫層が中心となる。その多くは文官で、最終的に公卿まで昇進する者もいた。これに対して、「下」（カ、またはケ）は殿上ではなく御所の北の築地に沿う五間屋であり、六位の侍身分の者が中心となる。近習や護持僧もいるが大部分は武士であり、一般的に北面武士といえば、下北面（北面下臈とも）を指す。
創設の時期は、白河法皇の政治介入に批判的だった関白・藤原師通が急逝し、摂関家が弱体化した康和年間（1099年〜1104年）と推測される。当初の北面は近習や寵童（男色の相手）など、院と個人的に関係の深い者で構成されていたが、院の権勢が高まると摂関家に伺候していた軍事貴族も包摂するようになり、その規模は急激に膨張した。新たに北面に加わった軍事貴族は、それぞれがある程度の武士団を従えた将軍・将校クラスであり、元永元年（1118年）、延暦寺の強訴を防ぐため賀茂河原に派遣された部隊だけで「千余人」に達したという（『中右記』5月22日条）。
従来、院の警護を担当していた武者所は機能を吸収され、北面武士の郎党となる者も現れてその地位は低落した。また白河法皇は北面武士を次々に検非違使に抜擢し、検非違使別当を介さず直接に指示を下したため、検非違使庁の形骸化も進行した。平正盛・忠盛父子は北面武士の筆頭となり、それをテコに院庁での地位を上昇させていった。

## 北面武士の在籍者

### 創設期
近習・寵童・護持僧
- 橘頼里 - 検非違使を経て、越中守
- 平為俊 - 幼名・千手丸。検非違使を経て、駿河守
- 藤原盛重 - 幼名・今犬丸。検非違使を経て、四ヶ国の受領を歴任
- 藤原実盛 - 検非違使を経て、河内守
- 平宗実 - 検非違使を経て、駿河守　（白河院時代の人であり、平重盛の息子とは別人）
- 橘貞隆 - 検非違使
- 範俊 - 白河法皇の在位中からの護持僧。興福寺権別当、東寺長者を歴任

軍事貴族
- 源重時 - 清和源氏満政流。北面四天王といわれた。
- 平貞弘 - 伊勢平氏正済流
- 源行遠 - 河内源氏頼任流
- 藤原季清 - 藤原北家秀郷流佐藤氏
- 源康季 - 文徳源氏（摂関家領河内国古志郡坂門牧を本拠としていたことから坂戸源氏ともいわれる）
- 源光国 - 美濃源氏
- 平繁賢 - 越後平氏
- 平正盛 - 伊勢平氏正衡流

### 白河院政末期 - 鳥羽院政期
坂戸源氏
- 源季範 - 康季の子
- 源近康 - 季範の弟
- 源季頼 - 季範の子
- 源季実 - 季範の子

越後平氏
- 平貞賢 - 繁賢の弟
- 平維繁 - 繁賢の子

美濃源氏
- 源光信 - 光国の子
- 源光保 - 光信の弟

伊勢平氏正衡流
- 平忠盛 - 正盛の子

桓武平氏貞季流
- 平盛兼
- 平信兼 - 盛兼の子

桓武平氏直方流
- 平盛方 - 維方の子

清和源氏満政流
- 源重成 - 重時の甥
- 源季正

河内源氏義家流
- 源為義[3]
- 源義朝 - 為義の子
- 源義国
- 源義康 - 義国の子。足利氏の祖

藤原北家秀郷流佐藤氏
- 藤原康清 - 季清の子
- 藤原義清 - 康清の子。後の西行

その他
- 藤原資盛 - 藤原南家貞嗣流
- 藤原盛道 - 藤原盛重の子
- 遠藤盛遠 - 左近将監茂遠の子。19歳で出家。のちの文覚

### 後白河院政期
- 大江家仲
- 平康忠
- 大江公朝
- 平知康

### 後鳥羽院政期
- 藤原秀康 - 承久の乱の朝廷方主将
- 藤原秀澄 - 秀康の弟
- 藤原秀能 - 秀康の弟

後鳥羽院政期には、他に西面武士も設立された。承久の乱後に廃止となる。

## 承久の乱以降

### 後花園天皇期
甲斐源氏加賀美氏流
- 源重清 - 為重の曾孫

承久の乱で、院の武力組織は壊滅した。北面武士は残されたものの、その規模は縮小して単なる御所の警備隊と化し、院司としては江戸時代末まで存続した。江戸時代の北面武士としては三上景文などがいる。